# Мамбетов, Рустем Икрамович
Рустем Икрамович Мамбетов (род. 15 июля 1973, Душанбе) — российский борец греко-римского стиля, серебряный и бронзовый призёр чемпионатов Европы. Заслуженный мастер спорта России (2005).

## Биография
Борьбой начал заниматься с 1988 года в Душанбе. После окончания Таджикского техникума физической культуры в 1991 году переехал в Санкт-Петербург, где поступил в Национальный государственный университет физической культуры, спорта и здоровья имени П. Ф. Лесгафта. Выступал за команду СКА Санкт-Петербург. Выиграл чемпионат России 1999 года. Был зачислен в сборную России. Дважды становился призёром чемпионатов Европы. Ещё раз стал чемпионом России в 2003 году. После окончания активных выступлений на борцовском ковре в 2004 году перешёл на тренерскую работу. Работал тренером-преподавателем Санкт-Петербургского государственного образовательного учреждения дополнительного образования детей специализированной детско-юношеской спортивной школы олимпийского резерва «Комплексная школа высшего спортивного мастерства». Стал старшим тренером сборной команды Санкт-Петербурга по спортивной борьбе. Работал старшим тренером сборной команды России по греко-римской борьбе. Отвечал за весовую категорию 71 кг. Был назначен главным тренером юниорской сборной России по греко-римской борьбе. Заслуженный тренер России (2010).

## Выступления на Чемпионатах мира
| Соревнования                  | Сборная | Весовая категория | Место |
| ----------------------------- | ------- | ----------------- | ----- |
| Чемпионат мира по борьбе 2002 | Россия  | 60 кг             | 10    |

## Выступления на Чемпионатах Европы
| Соревнования                    | Сборная | Весовая категория | Место   |
| ------------------------------- | ------- | ----------------- | ------- |
| Чемпионат Европы по борьбе 1997 | Россия  | 58 кг             | 9       |
| Чемпионат Европы по борьбе 2002 | Россия  | 60 кг             | Серебро |
| Чемпионат Европы по борьбе 2003 | Россия  | 60 кг             | Бронза  |

## Выступления на Кубках мира
| Соревнования              | Сборная | Весовая категория | Место |
| ------------------------- | ------- | ----------------- | ----- |
| Кубок мира по борьбе 2003 | Россия  | 66 кг             | 5     |

## Выступления на других соревнованиях
| Соревнования                                  | Сборная | Весовая категория | Место   |
| --------------------------------------------- | ------- | ----------------- | ------- |
| Кубок Вантаа по борьбе 1995                   | Россия  | 62 кг             | Бронза  |
| Кубок Вантаа по борьбе 1996                   | Россия  | 62 кг             | Серебро |
| Кубок Вантаа по борьбе 1997                   | Россия  | 63 кг             | 6       |
| Кубок Вантаа по борьбе 1998                   | Россия  | 58 кг             | Серебро |
| Всемирные военные игры 1999, Загреб, Хорватия | Россия  | 58 кг             | Золото  |

## Награды
- Нагрудный знак «За заслуги в развитии физической культуры и спорта Санкт-Петербурга»
- Премия Правительства Санкт-Петербурга «За вклад в развитие физической культуры и спорта Санкт-Петербурга» (2011).[5]
- Почётная грамота Президента Российской Федерации (2013).[6]